# Eupherusa
Eupherusa és un gènere d'ocells de la subfamília dels troquilins (Trochilinae) dins la família dels troquílids (Trochilidae).

## Taxonomia
El colibrí nimfa de Mèxic era inclòs al gènere Thalurania però ha estat recentment ubicat a Eupherusa arran estudis moleculars recents. 

El gènere està format per 5 espècies.
- colibrí nimfa de Mèxic (Eupherusa ridgwayi).
- colibrí d'Oaxaca (Eupherusa cyanophrys).
- colibrí cua-ratllat (Eupherusa eximia).
- colibrí ventrenegre (Eupherusa nigriventris).
- colibrí de Guerrero (Eupherusa poliocerca).